# Le Soleil de Noël
 Le Soleil de Noël est le 10e épisode de la saison 3 de la série télévisée Buffy contre les vampires. 

## Résumé
Alors que le jour de Noël approche, Angel est hanté par des visions des gens qu'il a tué et rêve des meurtres qu'il a commis comme à Dublin en 1838. C'est si réel que c'est comme s'il le revivait et il va demander de l'aide à Giles. Ce dernier est surpris par sa venue mais accepte de l'aider. C'est à ce moment qu'Angel revoit Jenny Calendar qui lui souffle de tuer Buffy, mais il s'y refuse, préférant se suicider. Oz pardonne à Willow son aventure avec Alex, alors que Cordelia prend ses distances avec le Scooby-gang, retrouvant ses anciennes habitudes.
Giles découvre que le calvaire d'Angel est lié à la Force, une très ancienne puissance démoniaque. Buffy trouve les serviteurs de la Force, les Bringers, et les élimine, interrompant ainsi les visions que la Force imposait à Angel. Mais celui-ci a décidé de mettre fin à ses jours et attend le lever du soleil sur une colline. Buffy tente de l'en dissuader mais, au matin du jour de Noël, c'est la neige et le temps nuageux qui viennent sauver Angel en cachant le soleil.

## Statut particulier
Lors d'un sondage organisé en 2012 par la chaîne Syfy, les téléspectateurs l'ont classé à la 11e place des meilleurs épisodes de la série. Pour Jonathan V. Last, écrivant pour The Weekly Standard, c'est le meilleur épisode de toute la série « traitant plus élégamment des notions du mal, de la foi et de la rédemption que n'importe quel drame chrétien, ce qui est d'autant plus remarquable que Whedon… est agnostique ». Noel Murray, du site The A.V. Club, estime que cet épisode « méditatif » a ses faiblesses mais est « nécessaire à ce stade de la saison » pour faire avancer la relation complexe entre Buffy et Angel, et que son dénouement est sans surprise mais « indéniablement poignant ». Pour la BBC, le concept de la Force est « très intéressant » et « le sauvetage d'Angel par Buffy est brillamment écrit, joué et réalisé », alors que le « degré de sentimentalisme » présent dans l'épisode « peut être pardonné » pour un épisode sur le thème de Noël. Mikelangelo Marinaro, du site Critically Touched, lui donne la note de B+, évoquant un épisode « très touchant » et étonnamment chaleureux de la part de Whedon, comportant « trois très grandes scènes », l'explication entre Oz et Willow, la visite d'Angel à Giles et surtout la conversation entre Buffy et Angel sur la colline, mais dont les défauts sont « un rythme plutôt lent » et « une happy end forcée avec une improbable tempête de neige ».
Cet épisode voit le retour du personnage de Jenny Calendar sous la forme d'une vision d'Angel ; elle porte la même tenue que celle qu'elle avait lorsqu'elle a été tuée dans La boule de Thésulah.

## Distribution

### Acteurs crédités au générique
- Sarah Michelle Gellar : Buffy Summers
- Nicholas Brendon : Alexander Harris
- Alyson Hannigan : Willow Rosenberg
- Charisma Carpenter : Cordelia Chase
- David Boreanaz : Angel
- Seth Green : Oz
- Anthony Stewart Head : Rupert Giles

### Acteurs crédités en début d'épisode
- Kristine Sutherland : Joyce Summers
- Saverio Guerra : Willy l'indic
- Shane Barach : Daniel
- Edward Edwards : Travis
- Cornelia Hayes O'Herlihy : Margaret
- Robia LaMorte : Jenny Calendar
- Eliza Dushku : Faith Lehane